# Earl Castle Stewart

Wappen der Earls Castle Stewart

Earl Castle Stewart, in the County of Tyrone, ist ein erblicher britischer Adelstitel in der Peerage of Ireland.

## Verleihung und nachgeordnete Titel
Der Titel wurde am 29. Dezember 1800 für Andrew Stewart, 1. Viscount Castle Stewart geschaffen. Dieser war bereits am 20. Dezember 1793 in der Peerage of Ireland zum Viscount Stewart erhoben worden. 1774 war ihm bereits der Anspruch auf den Titel 9. Baron Castle Stewart bestätigt worden. Dieser Titel war am 7. November 1619 in der Peerage of Ireland seinem Vorfahren Andrew Stewart geschaffen worden, der hierfür 1615 auf seinen 1543 in der Peerage of Scotland verliehenen Titel 3. Lord Stewart of Ochiltree verzichtet hatte. Nach dem Tod des 6. Barons 1686 hatten dessen erbberechtigte Nachfahren in den Wirren der Glorious Revolution und Jakobitenaufstände den Titel nicht formell beansprucht, wodurch dieser bis 1774 ruhte.
Heutiger Titelinhaber ist Arthur Stuart als 8. Earl.

## Liste der Barone und Earls Castle Stewart

### Barone Castle Stewart (1619)
- Andrew Stewart, 1. Baron Castle Stuart (1560–1629)
- Andrew Stewart, 2. Baron Castle Stewart († 1639)
- Andrew Stewart, 3. Baron Castle Stewart († 1650)
- Josias Stewart, 4. Baron Castle Stewart († 1662)
- John Stewart, 5. Baron Castle Stewart († 1685)
- Robert Stewart, 6. Baron Castle Stewart († 1686) (Titel ruht 1686)
- Andrew Stewart, de jure 7. Baron Castle Stewart (1672–1715)
- Robert Stewart, de jure 8. Baron Castle Stewart (1700–1742)
- Andrew Stewart, 9. Baron Castle Stewart (1725–1809) (Titel bestätigt 1774; 1800 zum Earl Castle Stewart erhoben)

### Earls Castle Stewart (1800)
- Andrew Stewart, 1. Earl Castle Stewart (1725–1809)
- Robert Stewart, 2. Earl Castle Stewart (1784–1854)
- Edward Stewart, 3. Earl Castle Stewart (1807–1857)
- Charles Stewart, 4. Earl Castle Stewart (1810–1874)
- Henry Stuart-Richardson, 5. Earl Castle Stewart (1837–1914)
- Andrew Stuart, 6. Earl Castle Stewart (1841–1921)
- Arthur Stuart, 7. Earl Castle Stewart (1889–1961)
- Arthur Stuart, 8. Earl Castle Stewart (1928–2023)
- Andrew Stuart, 9. Earl Castle Stewart (* 1953)

Titelerbe (Heir presumptive) ist der Cousin des aktuellen Titelinhabers Thomas Harry Erskine Stuart (* 1974).